# Pintura antigua de América

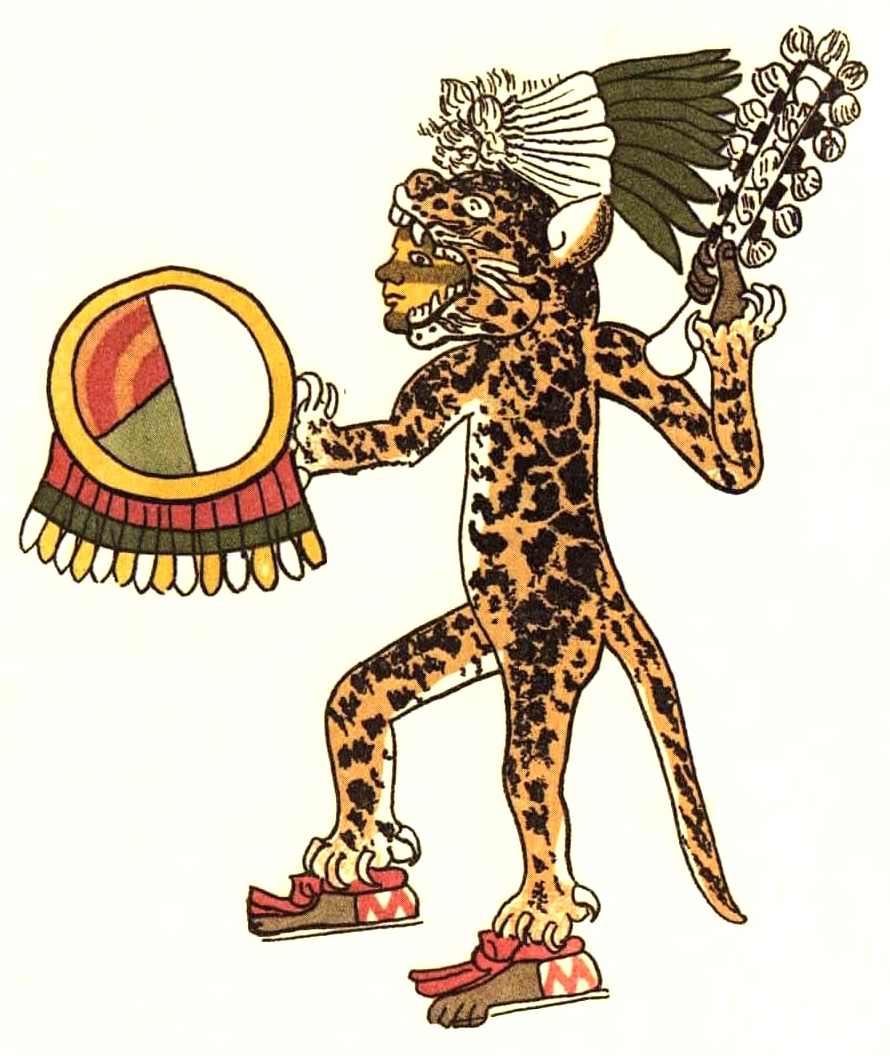
Guerrero azteca jaguar, detalle de códice.

La pintura americana antigua más que decorativa tiene un poderoso carácter ritual, adivinatorio o cósmico dado en esculturas, templos, piedras, cavernas, tumbas hasta la cerámica más exquisita en vasijas de barro pintadas o cocidas . Se encuentra igualmente ilustrando manuscritos o códices de papel ágave, de piel o lienzo que nos dejan ver calendarios o leyendas algunas apenas descifradas. Los asuntos que se tratan en estos códices se remiten a historias y geografías, mitologías y creencias, sueños y fantasmagorías contadas en espacios pictóricos donde el dibujo se desplaza en direcciones distintas con gran precisión y hermosos colores exaltados, la intención simbólica de las imágenes nos permite establecer relaciones poderosas en las representaciones, igualmente con la simpleza del gesto el signo se hace manifiesto con todo su poder. Nos atreveríamos a especular su potente relación con la pintura moderna y contemporánea por su narrativa dinámica y multidireccional al igual que con el cómic u otros sistemas de representación incluyendo los juegos de video. La proporción de la figura humana a diferencia de la representación Europea tiene como propósito reflejar el poder del personaje a través de la representación de las virtudes estableciendo relaciones con los poderes de la naturaleza, los animales o los espíritus. Es una pintura exquisita cargada de una bella poesía que nos narra desde las más crudas historias rituales hasta viajes cósmicos.
Entre la más notable pintura mural se encuentra el palacio maya de Chichén Itzá (Yucatán). Igualmente en las pinturas adyacentes a Tehotihuacan, los hipogeos del Parque Arqueológico Nacional de Tierradentro en Colombia, en la cultura nazca y otras miles de maravillosas formas de la rica pintura americana.

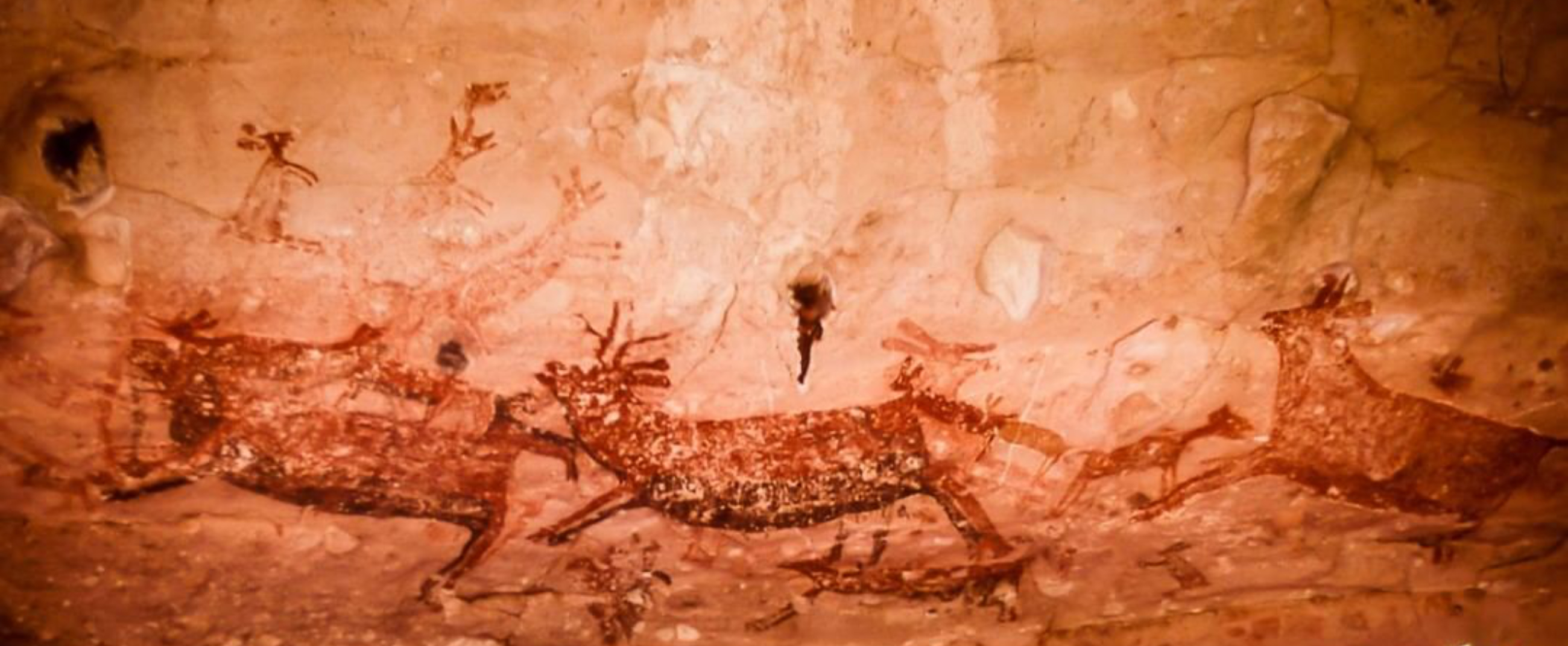
La Pintura Rupestre de Baja California

Las ilustraciones y dibujos inscritos en El códice Borgia (o códice Yoalli Ehecatl) descubierto por Alexander Von Humboldt , el calendario Tonalpohualli. Entre las figuras que adornan los códices indígenas se distinguen por su relativa perfección las del Lienzo de Tlascala que data de la época de Hernán Cortés, cuyas hazañas refiere.
Consta mayormente de las pinturas hechas por los Indígena de México, Sudamérica y Centroamérica, como el Huitzilopochtli representado como un dios, la mayoría de las pinturas de Centroamérica a Sudamérica están hechas de  minerales preciosos y estructuras de piedra como el Pirámide del Sol, la Cabeza colosal de los Olmecas, Machu Picchu una ciudad Inca y Tláloc otro dios.
Otro hito relevante lo constituyen los frescos de Bonampak, pertenecientes a la cultura maya y ubicados en el estado de Chiapas.
Además se encuentra arte rupestre en algunas cuevas de la sierra de San Francisco, en el sur de la Baja California
- Datos: Q6076353